# ماری الن کلارک
ماری الن کلارک (انگلیسی: Mary Ellen Clark؛ زادهٔ december ۲۵, ۱۹۶۲ (۶۲ سال)) ورزشکار شیرجه اهل ایالات متحده آمریکا است.
وی در مسابقات کشوری و بین‌المللی در مجموع برندهٔ ۲ مدال برنز شده‌است.